# Pausajaureh
Pausajaureh är en sjö i Kiruna kommun i Lappland och ingår i Torneälvens huvudavrinningsområde. Sjön har en area på 0,199 kvadratkilometer och ligger 762,6 meter över havet.

## Delavrinningsområde
Pausajaureh ingår i det delavrinningsområde (765180-168676) som SMHI kallar för Inloppet i Kåbmejaure. Medelhöjden är 747 meter över havet och ytan är 31,48 kvadratkilometer. Räknas de 2 avrinningsområdena uppströms in blir den ackumulerade arean 67,13 kvadratkilometer. Kåbmejåkkå som avvattnar avrinningsområdet har biflödesordning 3, vilket innebär att vattnet flödar genom totalt 3 vattendrag innan det når havet efter 571 kilometer. Avrinningsområdet består mestadels av kalfjäll (97 procent). Avrinningsområdet har 1 kvadratkilometer vattenytor vilket ger det en sjöprocent på 3,2 procent.